# The Spectator (1711)
För andra betydelser, se The Spectator (olika betydelser).
The Spectator var en engelsk tidskrift som utkom dagligen i perioden 1711-1712, grundlagd av Joseph Addison och Richard Steele. 
De båda utgivarna kände varandra sedan skoltiden, då de var kamrater i Charterhouse School. En kusin till Addison, Eustace Budgell, bidrog också till bladet. Varje blad eller 'nummer' bestod av cirka 2 500 ord, och den ursprungliga serien bestod av allt som allt 555 nummer. Det blev i en kort period om sex månader år 1714 återupplivat av Addison ensam, men då utkom det bara 3 gånger i veckan.  
The Spectators fastställda mål var att "levandegöra moraliserande med humor, och att ta udden av humorn med moraliserande ... att föra filosofin ut ur bokskåpen och biblioteken, skolorna och universiteten, att få den till att frodas i klubbarna och samlingarna, vid teborden och i kaffehusen." Bladets eget påstående att läsarna borde uppfatta bladet som "en del av te-tillbehöret" och inte lämna hemmet om morgonen utan att ha läst det blev berömt i samtiden. En av bladets viktigaste funktioner var att ge läsarna lärda, välgenomtänkta samtalsämnen, och att ge goda råd i hur man skulle uppföra sig när man skulle genomföra samtal och social samvaro i dåtidens bornerade stil. Författarna av The Spectator vidareförde den engelska upplysningens idéer genom att förespråka familj, äktenskap och artighet. 
The Spectator blev läst vitt och brett trots att upplagan var blygsamma 3 000 exemplar. Addison antog själv att varje nummer lästes av 60 000 av Londons invånare, vilket var ungefär en tiondedel av stadens befolkning. Nutida litteraturhistoriker anser att denna uppskattning är sannolik, då de flesta av dåtidens läsare inte var fasta abonnenter, utan gäster på de talrika kaffehusen, som höll alla de populäraste tidskrifterna och tidningarna. Dessa läsare tillhörde alla samhällsskikt, men bladet var först och främst riktat till Englands hastigt växande medelklass - köpmän och handelsmän, stora som små. Jürgen Habermas anser att The Spectator var ett viktigt redskap för den "strukturella transformation av det offentliga rummet" som skedde i England på 1700-talet. Även om The Spectator förklarade sig själv för politiskt neutral ansågs dess uppfattningar vara representativa för whigs.
The Spectator lästes under hela 1700-talet och långt in på 1800-talet. Den fick stor betydelse för utvecklingen av engelska språket, och dess kombination av moraliserande och underhållning gjorde den också till en klassiker för senare tider. Den danska litteraturhistorikern Hakon Stangerup betecknar Spectator-litteraturen som början till utvecklingen av den moderne romanen. Före Spectator-tidskrifterna var barockromanen, med dess sagoaktiga och ofta övernaturliga handling, den mest utbredda formen av läsning. Men med den nya riktningen introducerades samtiden och personer som var tagna från läsarnas egen vardag i litteraturen. De senare grundläggarna av den engelska romanen, Henry Fielding och Oliver Goldsmith har själva flera gånger erkänt inspirationen från Addisons och Steeles tidskrift.
Ursprungligen var planen att bladet skulle vara en engelsk efterbildning av den franske filosofen och essäisten Jean de La Bruyères verk Caractères från 1688, men bladet utvecklade snart sin egen stil och genre, inte minst på grund av de många fiktiva personer som skapades till tidskriften. Utöver Mr. Spectator själv kan nämnas sir Roger de Coverley, Will Honeycomb och Andrew Freeport. Spectatorbladen blev snart kända också i Skandinavien. Ludvig Holberg nämner dem i sina brev, som bland annat är inspirerade av dem i sin essäistiska stil. I både Sverige och Danmark utkom såväl översättningar som efterapningar.